# Tegra Parker
NVIDIA Tegra X2 (кодовое имя англ. Parker) — седьмое поколение системы на кристалле семейства NVIDIA Tegra, разработанного американской компанией NVIDIA для коммуникаторов, планшетов, смартбуков, игровых консолей, автомобильных систем и других устройств. Это первая однокристальная система компании, ориентированная в первую очередь на автомобильный рынок.
В Tegra X2 используется разработанная в Nvidia ARMv8-совместимая микроархитектура Denver 2 и графический ускоритель семейства Pascal (GP10B) с поддержкой вычислений GPGPU. Чип изготовлен по техпроцессу TSMC 16 нм FinFET+. Всего в системе используется 6 процессорных ядер: два ядра Denver2 и четыре ARMv8 ядра ARM Cortex-A57, работающие на частотах 1,2 — 2 ГГц. Используется оперативная память стандарта LPDDR4, подключаемая по 128-битной шине, с типичным объёмом 8 ГБ. В состав видеоускорителя входит 256 ядер CUDA, работающих на частоте до 854—1465 МГц. Тепловыделение системы настраивается в диапазоне от 7,5 до 15 Вт. Единственная известная модель — T186.
Tegra X2 применяется в Nvidia Drive PX2, ZF ProAI, Nvidia Jetson TX2, Magic Leap One, Mercedes-Benz MBUX (информационно-развлекательная система); как компонент ECU (вместе с неназванным дискретным GPU) для функциональности «Tesla vision», встроенной в автомобили корпорации Tesla Motors с октября 2016 года.